# حين رؤوفين
حين رؤوفين هو لاعب كرة قدم إسرائيلي في مركز الدفاع، ولد في 29 يناير 1992 في إسرائيل. لعب مع مكابي نتانيا.